# Býchory
Býchory (deutsch Bejchor, 1939–45 Bichor) ist eine Gemeinde in Tschechien. Sie liegt sieben Kilometer nordöstlich des Stadtzentrums von Kolín und gehört zum Okres Kolín.

## Geographie
Býchory befindet sich am Hluboký potok in der Středolabské tabule (Tafelland an der mittleren Elbe). Östlich erhebt sich der Hügel Homole (279 m) und im Westen die Horka (248 m), hinter der sich das ausgedehnte Gelände der TPCA erstreckt. Gegen Südwesten liegt die Wüstung Lhotka.
Nachbarorte sind Eleonorov und Jestřabí Lhota   im Norden, Němčice   im Nordosten, Bělušice   im Osten, Jelen im Südosten, Konárovice im Süden, Ovčáry im Westen sowie Volárna  im Nordwesten.

## Geschichte
Býchory wurde 1352 erstmals urkundlich erwähnt. Im 14. Jahrhundert entstand eine Feste, die Sitz des Geschlechts der Býchorský von Raškovice war. Im Jahre 1373 wurde der Ort Bichors genannt. Im Jahre 1523 verkaufte Jan Býchorský von Raškovice das Gut an den König Ludwig II., der es mit der Kammerherrschaft Kolín vereinigte. Während des Dreißigjährigen Krieges verödete das Dorf; in der berní rula von 1654 sind nur fünf Bauern aufgeführt, die übrigen Anwesen lagen wüst. 1829 erwarb der Textilfabrikant Jacob Veith mit der Herrschaft Kolín auch Býchory. Er ließ sich um 1835 an Stelle der Feste ein  Schlösschen errichten.
Im Jahre 1843 bestand das im Kauřimer Kreis gelegene Rustikaldorf Beychor bzw. Bychor aus 54 Häusern, in denen 419 Personen, darunter 15 protestantische und eine jüdische Familie lebten. Im Ort gab es die Filialkirche des hl. Bartholomäus, ein herrschaftliches Försterhaus und ein Wirtshaus. Gepfarrt war das Dorf nach Owčar; der Amtsort war Kaisersdorf. Bis zur Mitte des 19. Jahrhunderts blieb Beychor der Herrschaft Kolín untertänig.
Nach der Aufhebung der Patrimonialherrschaften bildete Býchory ab 1849 einen Ortsteil der Gemeinde Ovčáry im Gerichtsbezirk Kolin. Im Jahre 1857 lebten 452 Menschen in Býchory. 1862 erwarb Franz Horsky die Herrschaft Kolín. Der Eleonorenhof wurde 1864 von Horsky als landwirtschaftliches Mustergut gegründet und ist nach dessen Mutter benannt. Ab 1868 gehörte das Dorf zum Bezirk Kolin. Am 6. Juli 1875 entstand die Gemeinde Býchory. Horskys Enkel Adolf Richter ließ 1894 die 10,6 km lange schmalspurige Kolíner Rübenbahn errichten, die von der Zuckerfabrik zum Franzenshof und über Býchory zum Eleonorenhof führte. 1896 entstand die Straße von Kolín nach Býchory. 1922 stellte die Kolíner Zuckerfabrik den Betrieb ein. 1966 erfolgte die Stilllegung der Rübenbahn und der Abbau der Strecke. Zwischen 1964 und 1990 war Němčice eingemeindet.

## Gemeindegliederung
Für die Gemeinde Býchory sind keine Ortsteile ausgewiesen. Zu Býchory gehört die Ansiedlung Eleonorov (Eleonorenhof).

## Sehenswürdigkeiten

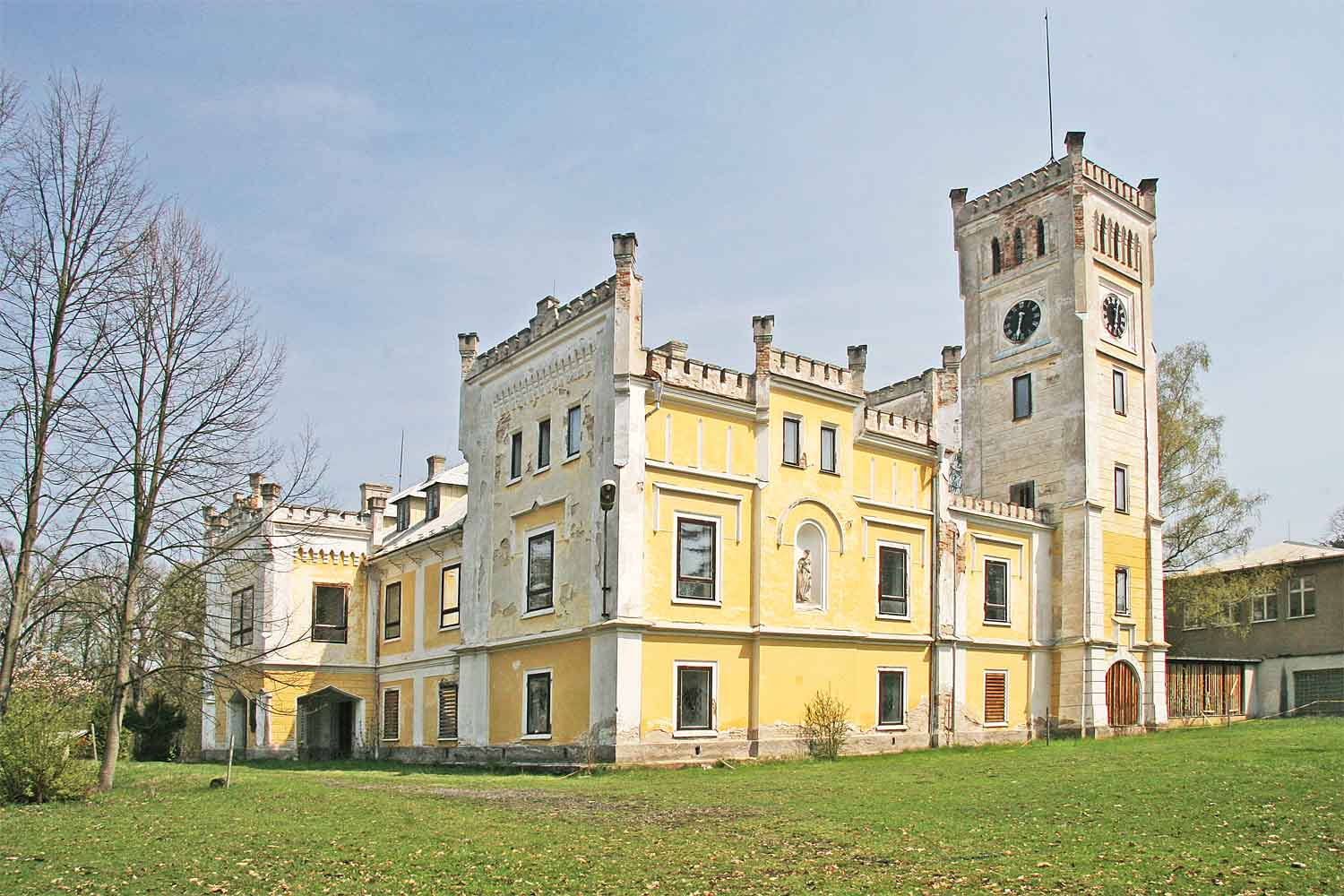
Schloss Býchory

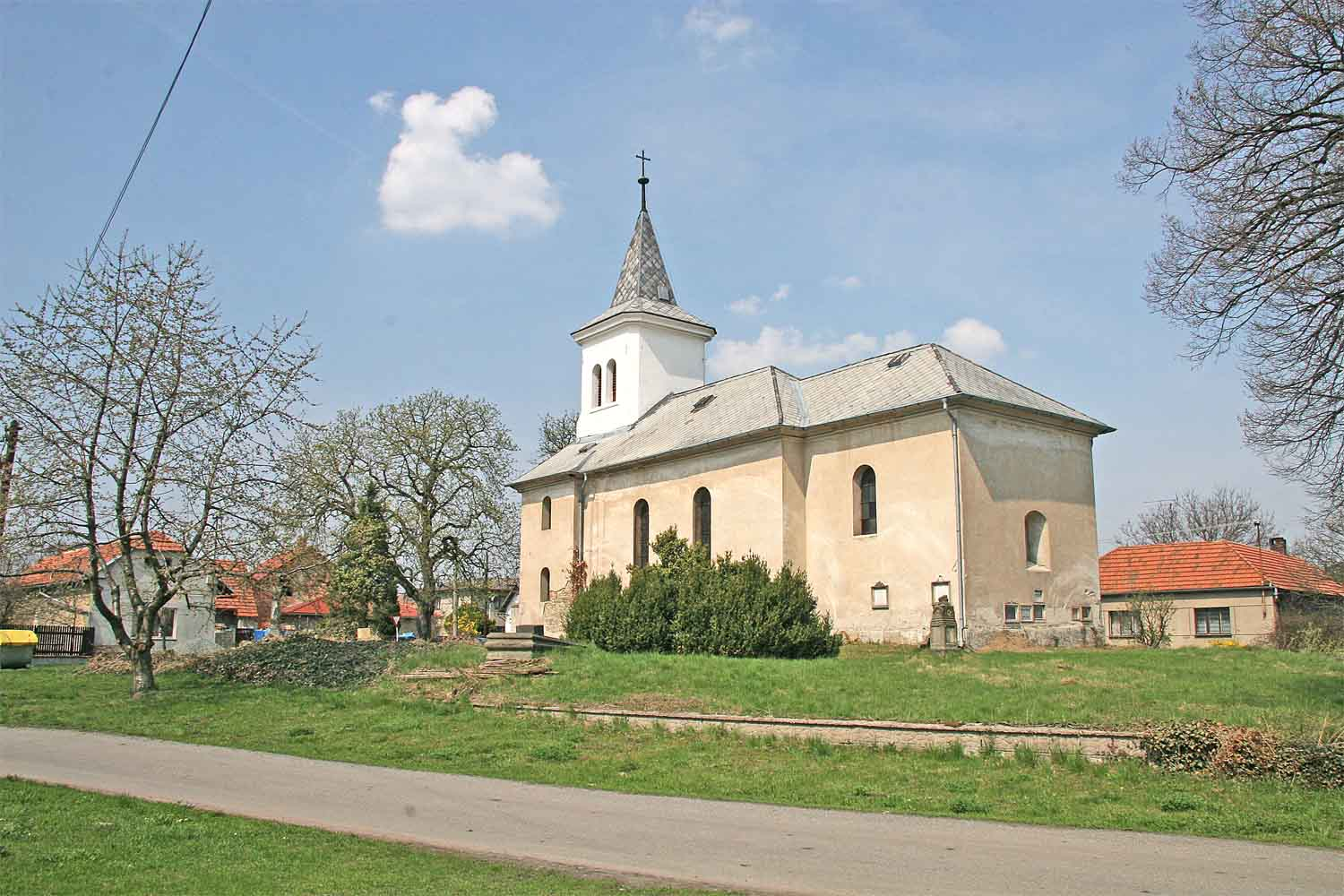
St. Bartholomäus-Kirche

- neogotisches Schloss Horskyfeld, erbaut 1865
- Filialkirche des hl. Bartholomäus, seit 1352 nachweisbar
- Richter-Villa, errichtet 1924–1925 für Adolf Richter, einen Enkel von Franz Horsky und Erbauer der Kolíner Rübenbahn, nach Plänen der Pilsener Architekten Tomášek und Macháček. 1960 entstand in der Villa ein Schulungszentrum der Polizei
- Reste der Kolíner Rübenbahn, südwestlich des Ortes

## Söhne und Töchter der Gemeinde
- Rafael Kubelík, Dirigent und Komponist, sein Vater Jan, ebenfalls ein Musiker, besaß das Schloss Býchory von 1904 bis 1916.